# 黃埔再生資源利用公司
江苏黄埔再生资源利用有限公司，由中国商人陈光标成立于2003年，主业是大型厂房、桥梁、烟囱等爆破、大型高技术含量机械设备拆除、大型建筑、桥梁拆除等复杂施工，目前是中国最大的专业拆除公司之一。